# Reactor cu neutroni termici
Un reactor cu neutroni termici este un reactor nuclear care utilizează neutroni termici lenți. "Termic" nu înseamnă fierbinte, ci înseamnă în echilibru termic cu mediul cu care interacționează, combustibilul, moderatorul și structura reactorului. Acești neutroni au o energie de c. 0,025 eV, mult mai mică decât neutronii rapizi produși inițial prin fisiune.
Pe de altă parte, un reactor cu neutroni rapizi⁠(d) funcționează folosind neutroni de înaltă energie (1–20 MeV), care nu sunt încetiniți de un moderator. Acești reactori pot folosi eficient o gamă mai largă de combustibili, inclusiv plutoniu și alte elemente grele, și pot genera din uraniul 238 (238U) mai mult material fisionabil, cum ar fi plutoniu 239, ceea ce nu este posibil în reactorul termic. 
Majoritatea reactorilor din centralele nucleare sunt reactori cu neutroni termici și folosesc un moderator de neutroni pentru a încetini neutronii până când se apropie de energia cinetică medie a particulelor din jur, adică pentru a reduce viteza neutronilor la neutroni termici, de viteză mică. Neutronii nu au sarcină electrică. Acest lucru le permite să pătrundă adânc în țintă și aproape de nuclee, împrăștiind astfel neutronii prin forțe nucleare. Unii nuclizi sunt împrăștiați mult.
Secțiunea eficace nucleară a uraniului 235 (235U) pentru neutronii termici lenți este de aproximativ 1000 de barn⁠(d), în timp ce pentru neutronii rapizi este de ordinul a 1 barn. Prin urmare, probabilitatea ca neutronii termici să producă fisiunea nucleelor de 235U este mult mai mare decât probabilitatea să fie captați de 238U. Dacă cel puțin un neutron provenit din fisiunea unui nucleu de 235U lovește un alt nucleu și îl provoacă fisiunea, atunci reacția în lanț va continua. Dacă reacția se va menține singură, se spune că este critică, iar masa de 235U necesară pentru a produce starea critică se spune că este o masă critică.

## Componente
Principalele componente ale unui reactor cu neutroni termici sunt următoarele:
- Moderatorul de neutroni,[3] pentru a încetini neutronii. În reactorii cu apă ușoară și în reactori cu apă grea, apa are și rolul de a răci zona activă a reactorilor.
- Combustibilul nuclear,[4] care este un material fisionabil, de obicei uraniu.
- Vasul de presiune⁠(d),[5] în care are loc reacția de fisiune nucleară. El este un recipient sub presiune care conține lichidul de răcire și miezul reactorului⁠(d).
- Radioprotecția, un strat de material care protejează oamenii și mediul de efectele nocive ale radiațiilor ionizante.
- Anvelopa⁠(d),[6] care este concepută pentru a reține materialele redioactive în caz de accident.
- Instrumentele pentru monitorizarea si controlul sistemelor reactorului.